# Jean-Baptiste Guyard de La Fosse
Pour les articles homonymes, voir Guyard.
Jean-Baptiste Guyard de la Fosse (2 avril 1677 à Mayenne - 25 janvier 1743) est un historien français.

## Biographie
Il est le fils de Jean-Baptiste Guyard et de Marguerite Lemasson. Son nom est emprunté à une terre voisine de la ville de Mayenne, route d'Ernée. Il fut baptisé dans l’église paroissiale de Notre-Dame. Un acte de baptême, où il figure comme parrain dans cette église, nous apprend qu’à l’âge de 24 ans (1701), il était clerc régent au collège de Mayenne.
Il fut ordonné prêtre (chapelain de la Mazure et de la Goupillère) vers 1716-1721. Historien, il est l'auteur de l'Histoire des seigneurs de Mayenne. Cet ouvrage, resté manuscrit depuis les premières années du XVIIIe siècle, n'a été publié qu'en 1850 dans l'Annuaire de la Sarthe et en tirage à part ; in-18 de XVIII, 190 et XLIV pages. Certaines parties ont été contestées,.

## Publications
- Petit abrégé de la vie des seigneurs de Mayenne, depuis l'an de grâce 900, et de ce qui s'est passé de plus considérable en cette ville., S.l.n.d., (v. 1720), 1720. in-8 carré[3];
- Remarques sur les observations de M. Lebeuf sur les peuples Diablintes et leur pays, particulièrement par rapport à l'histoire de la ville de Mayenne dans le Bas-Maine..., Paris, Denis Mouchet, 1741, in-12, 24 p[4].
- Le Nivernois, sur les nouvelles observations, par le Sr de La Fosse. Paris, Daumont, 1760, in-folio, et plusieurs autres semblables cartes de diverses provinces de France[note 4] ;
- Histoire des seigneurs de Mayenne et de ce qui s'est passé de plus considérable en cette ville, Le Mans : Monnoyer, 1850, in-18, XVIII-190-XLIV p[5].
- Remarques sur les observations de M. Lebeuf sur les peuples Diablintes et leur pays, suivies d'une réponse de l'abbé Lebeuf, extraite du Mercure de France. Laval : imp. de L. Moreau, 1880, in-18.

Les trois derniers ouvrages sont cités dans la Bibliothèque historique de la France, par Jacques Lelong.
Dans son catalogue des manuscrits de la bibliothèque du Mans, l'abbé Renouard inscrit parmi les œuvres de Guyard de La Fosse une histoire inédite des évêques du Mans. Cette histoire, qui finissait à la mort de Charles de Beaumanoir de Lavardin, était autrefois à la bibliothèque de l'abbaye de Saint-Vincent, comme l'atteste la Concordance de dom de Gennes. L'abbé Renouard peut donc l'avoir vue plus tard à la bibliothèque du Mans. Cependant on ne l'y retrouve plus aujourd'hui.